# Roberto Guareschi
Roberto Pablo Guareschi (Buenos Aires, 2 de noviembre de 1945) es un periodista argentino. Fue el máximo responsable de la Redacción de Clarín.

## Trayectoria
Entre 1974-75, dirigió El Cronista Comercial.
Entre 1990 y 2003, dirigió y condujo un rediseño integral de Clarín (contenidos y forma) que incluyó la creación de nuevas publicaciones de papel y digitales, entre ellas Clarín.com. Durante su gestión, Clarín logró numerosos premios internacionales. 
Fue Profesor Visitante en la Escuela de Graduados de Periodismo de la Universidad de California en Berkeley (2004). Dio conferencias en universidades y centros de estudios internacionales. Diseñó y dirigió el curso para editores de diarios de la Fundación Carolina y las Universidades Pompeu Fabre, San Andrés (PK) y Di Tella (PK). 
Fue columnista y editor para América Latina de Project Syndicate, agencia internacional de columnas de opinión. 
En 2019 publicó su primer libro de poesías Románticos Carnívoros.

## Membresías
Fue cofundador y presidió la Asociación Periodistas. 
Fue vicepresidente segundo de la Academia Nacional de Periodismo.
Es coordinador del Instituto de Investigación de la Academia Nacional de Periodismo.

## Premios
- Premios Konex:[1]
  - Premio Konex de Platino 1997: Gráfica Diaria
  - Premio Konex 2007: Dirección Periodística
  - Jurado Premios Konex 2017: Comunicación - Periodismo